# Knights Stadium
Le Knights Stadium est un stade de baseball situé à Fort Mill (Caroline du Sud), banlieue de Charlotte (Caroline du Nord) aux États-Unis.
De son ouverture en 1990 à la fin de l'année 2013, il a été le domicile des Knights de Charlotte, équipe de niveau Triple-A de la Ligue internationale. Le Knights Stadium a une capacité de 10 002 places assises.

## Histoire
Inauguré en 1990 sous le nom de Knights Castle, le stade est rebaptisé Knights Stadium à la fin des années 1990 mais garde à Charlotte son surnom de The Castle.

## Dimensions
- Left field (Champ gauche): 326 pieds (99,3 mètres)
- Center field (Champ central): 400 pieds (121,9 mètres)
- Right field (Champ droit): 325 pieds (99 mètres)